# Прото, Сильвио
Сильвио Прото (фр. Silvio Proto; 23 мая 1983, Шарлеруа, Бельгия) — бельгийский футболист, вратарь. Выступал за сборную Бельгии.

## Карьера клубная
Воспитанник клуба «Лувьер». За этот клуб он играл 6 лет.
С 2005 выступает за «Андерлехт», однако в 2008 он отдавался в аренду в «Жерминаль Беерсхот». 10 декабря 2013 года в матче Лиги чемпионов против «Олимпиакоса» отбил два пенальти и заработал удаление.

## В сборной
За сборную выступал с 2004 года, сыграл 13 матчей.

## Достижения
Андерлехт
- Чемпион Бельгии (4): 2009/10, 2011/12, 2012/13, 2013/14
- Обладатель Кубка Бельгии: 2007/08
- Обладатель Суперкубка Бельгии (6): 2006, 2007, 2010, 2012, 2013, 2014